# Codonorchis lessonii
Codonorchis lessonii là một loài thực vật có hoa trong họ Lan. Loài này được (d'Urv.) Lindl. mô tả khoa học đầu tiên năm 1840.

## Hình ảnh

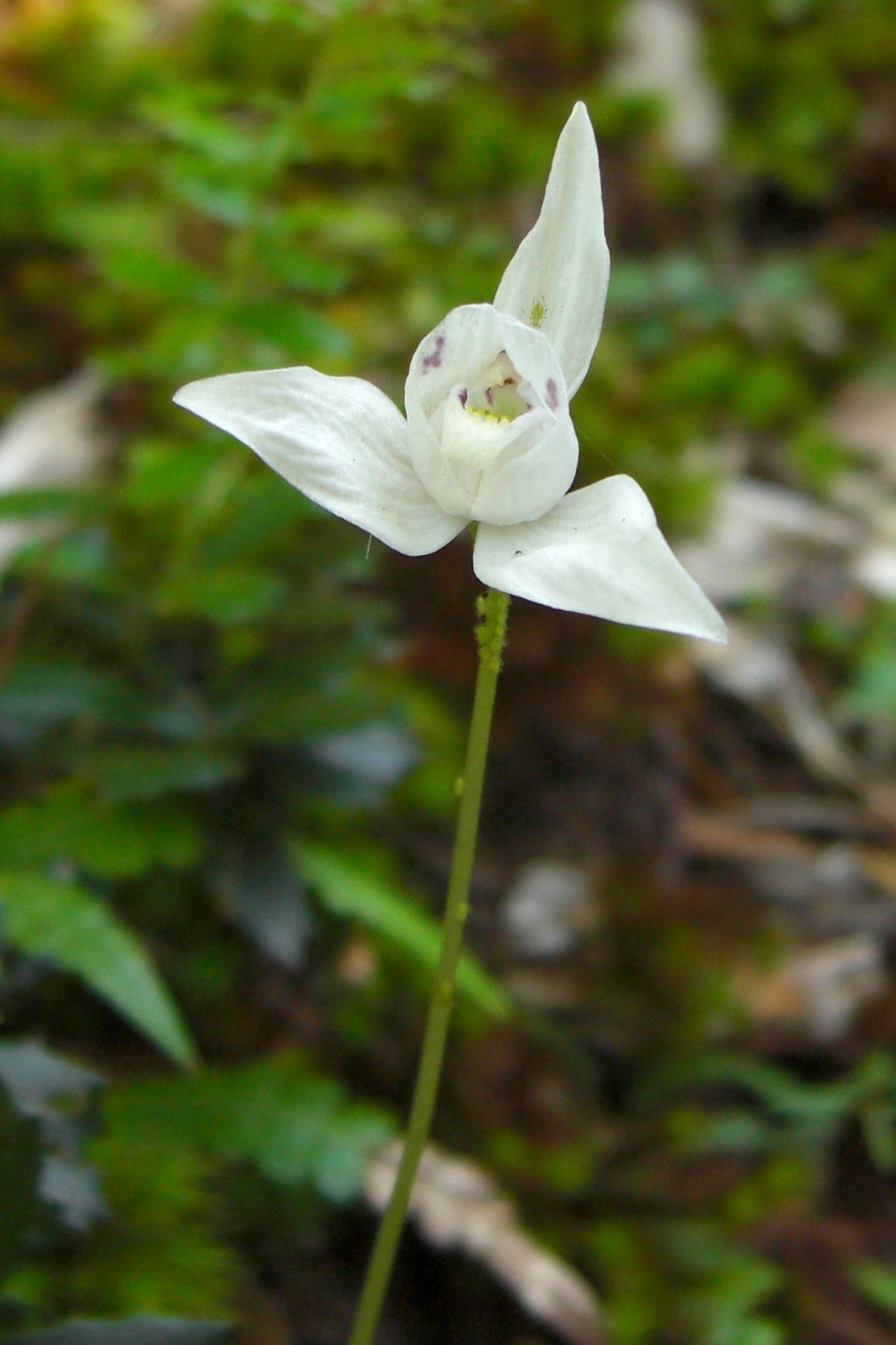
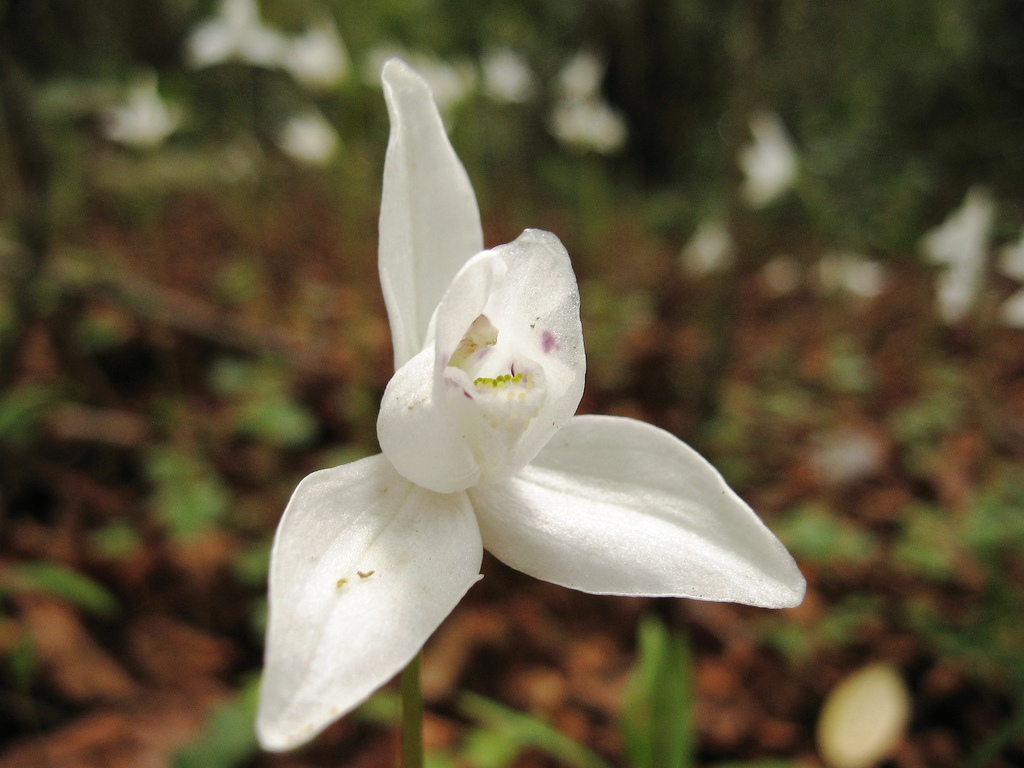
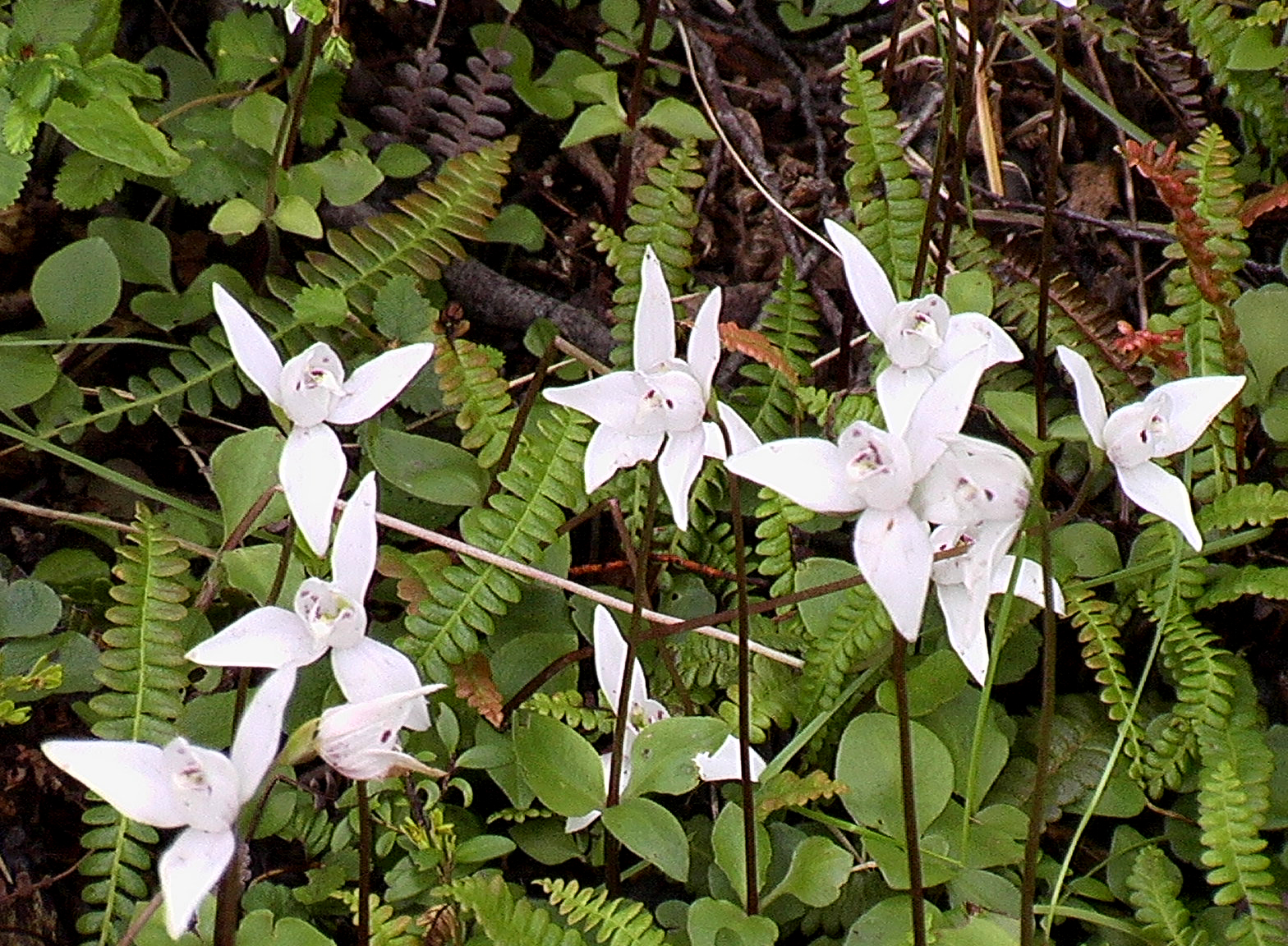
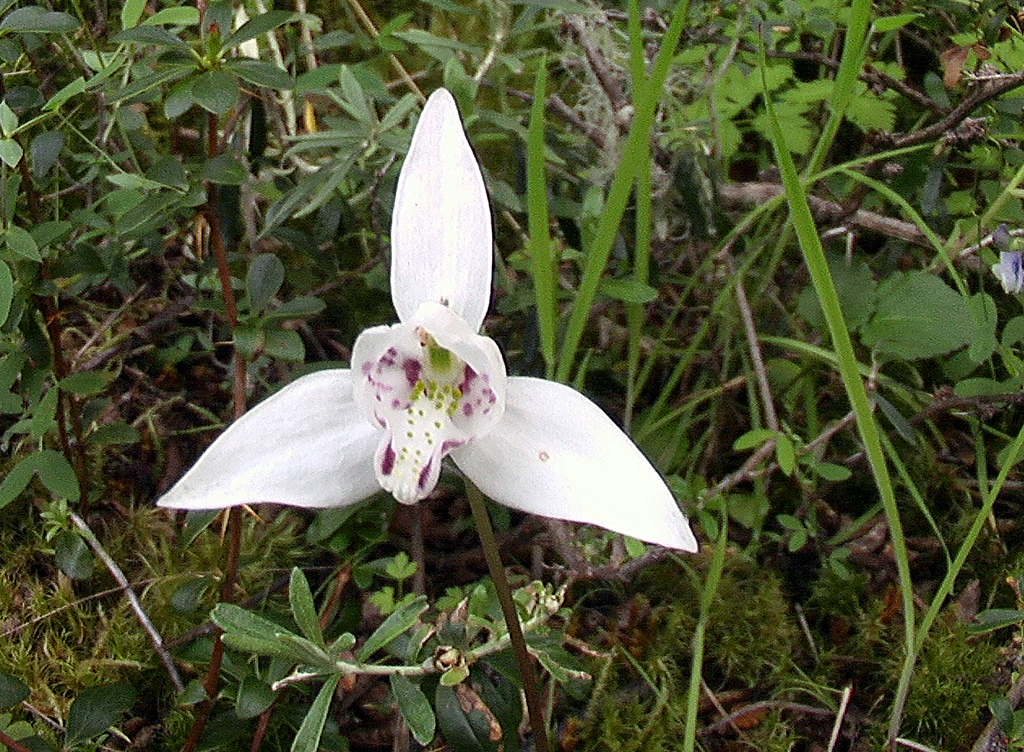